# Andrew Love
Andrew Maurice Love (* 21. November 1941 in Memphis, Tennessee; † 12. April 2012 ebenda) war ein amerikanischer Musiker (Holzblasinstrumente) und Songwriter.

## Musik
Loves Hauptinstrumente waren Saxophone in verschiedenen Tonlagen. Er war die dunkelhäutige Hälfte des Kerns der legendären Memphis Horns und der langjährige Partner von Wayne Jackson. Zusammen veröffentlichten sie auf dem wegweisenden Musiklabel Stax Records mehrere Alben, erhielten zahlreiche Auszeichnungen und begleiteten über fünf Generationen viele Größen des amerikanischen und weltweiten Musikgeschäftes.
Aus Altersgründen zog sich Love in den 2000er Jahren aus dem aktiven Musikgeschäft zurück. Er starb im April 2012 an der Alzheimer-Krankheit, nachdem im Februar 2012 seine langjährige Band, The Memphis Horns, mit dem Grammy Lifetime Achievement Award ausgezeichnet worden war. 